# Осокин, Георгий Михайлович
Гео́ргий Миха́йлович Осо́кин (16 марта 1922, Вараксино, Краснококшайский кантон, Марийская автономная область, РСФСР ― 1 ноября 1992, Санкт-Петербург, Россия) ― советский и российский живописец, график, член Союза художников России. Преподаватель Высшего художественно-промышленного училища имени В. И. Мухиной (1948―1964) и Ленинградского института живописи, скульптуры и архитектуры имени И. Е. Репина (1964―1992). Заслуженный деятель искусств Марийской АССР (1972). Участник Великой Отечественной войны.

## Биография
Родился 16 марта 1922 года в деревне Вараксино Краснококшайского кантона Марийской автономной области (ныне ― г. Йошкар-Ола Марий Эл) в многодетной семье владельца постоялого двора.
В 1940 году окончил 2-годичную изостудию в г. Йошкар-Оле под руководством Б. И. Осипова. 
В 1941 году призван в РККА. Участник Великой Отечественной войны: красноармеец 4008 стрелкового полка, затем – 1208 отдельного сапёрного батальона. В феврале 1942 года в одном из наступательных боёв был тяжело ранен в обе ноги осколками мины. Лечился в госпитале более 1 года, инвалид, в мае 1943 года комиссован. Награждён орденом Отечественной войны I степени и медалями. 
По возвращении домой в 1943 году работал художником-исполнителем в Йошкар-Олинском товариществе «Марий художник», приезжал в художественный музей в г. Козьмодемьянске Марийской АССР. 
В 1948 году с отличием окончил Высшее художественно-промышленное училище имени В. И. Мухиной в г. Ленинграде по специальности «альфрейщик, мастер-исполнитель». По окончании училища начал работать там же лаборантом, старшим лаборантом, старшим мастером производственного обучения.
С 1964 года работал заведующим лабораторией техники монументальной живописи в Ленинградском институте живописи, скульптуры и архитектуры имени И. Е. Репина.
Скончался 1 ноября 1992 года в г. Санкт-Петербурге, похоронен там же.

## Художественное творчество
Во время лечения в госпитале в годы Великой Отечественной войны писал портреты раненых, медсестёр, врачей, пленных немцев. Его фронтовые зарисовки и картина «Падаль», клеймящая варварство фашистов, экспонировались на выставке «Художники-фронтовики» в 1943 году в Центральном Доме Красной Армии в Москве. Второе большое полотно «Огонь по фашистским танкам» художник также написал в годы войны под впечатлением боёв, в которых участвовал.
Получил известность как живописец и мастер станковой графики. Автор картин о природе, людях и истории Марийского края: «Марийцы в отряде Пугачёва», «Степан Разин и марийские повстанцы», «Акпарс», «Марийские ходоки у В. И. Ленина» и др.
Создатель собственной Пушкинианы в живописи: картины «А. С. Пушкин ― лицеист» (1960), «А. С. Пушкин в Михайловском на прогулке верхом» (1960), «Пушкин в детстве» (1961), «В садах лицея» (А. С. Пушкин лицеист) (1963), «А. С. Пушкин на набережной Невы» (1982) и др.
На протяжении более 10 лет, в 1960―1970-е годы проводил большую собирательскую работу среди ленинградских художников. Это способствовало активному комплектованию фондов в Национальном музее имени Т. Евсеева, Республиканском музее изобразительных искусств и Художественно-историческом музее имени А. В. Григорьева, где находятся 37 живописных и 1 графическая работа художника.
В 1972 году ему присвоено почётное звание «Заслуженный деятель искусств Марийской АССР». Награждён медалями и Почётной грамотой Президиума Верховного Совета Марийской АССР.  

## Звания и награды
- Заслуженный деятель искусств Марийской АССР (1972)[1][2]
- Орден Отечественной войны I степени (06.04.1985)[1] [13]
- Медаль «За доблестный труд. В ознаменование 100-летия со дня рождения Владимира Ильича Ленина» (1970)[1]
- Почётная грамота Президиума Верховного Совета Марийской АССР (1969)[1] ― за пополнение фондов в Марийском крае[2]

## Память
- В 1993 году в г. Йошкар-Оле прошла персональная выставка заслуженного деятеля искусств Марийской АССР Г. М. Осокина[1].
- Работы Г. М. Осокина хранятся и выставляются в музеях г. Санкт-Петербурга, Чувашском государственном художественном музее[14], ведущих музеях Марий Эл ― Национальном музее имени Т. Евсеева, Республиканском музее изобразительных искусств[2] и Художественно-историческом музее имени А. В. Григорьева[1][4][15].